# Szolnok tömegközlekedése
Szolnok tömegközlekedésének üzemeltetéséről a MÁV személyszállítási zrt.gondoskodik.

## A helyi tömegközlekedés története
A város tömegközlekedését először, az akkori trendnek megfelelően lóvasúttal akarták megoldani, de nem született döntés ez ügyben. Az első világháború előtt egy villamosvonal vagy trolibuszüzem beindítását tervezték, a háború azonban szétzúzta a költségesebb tömegközlekedés tervét. 1921-ben elindult az első autóbusz.

## Jelenlegi szolgáltatás
Szolnokon GPS (Global Positioning System, Globális helymeghatározó Rendszer) technológiával az újonnan beszerzett elektromos autóbuszok lekövethetők, hogy melyik autóbusz hol van, mikor indul a végállomásról és mikor ér a kívánt megállóba. Ez internet és telefonos alkalmazásokon követhető nyomon.
Az egész városra kiterjedt GPS-es nyomonkövető rendszert 2023-ban lekapcsolták, de ennek visszaállításáról az egyeztetések folyamatosak.
A helyi tömegközlekedés fontos gócpontjai:
- Szolnok vasútállomás (induló és végállomás)
- Szapáry út (átszállóhely)
- Vásárcsarnok (átszállóhely)
- Autóbuszállomás (átszállóhely)

## Járművek
Szolnokon a közszolgáltatást 49 busz látja el. A flotta 95%-ban, két autóbusz kivételével alacsonypadlós, alacsonybelépésű. Az autóbuszok átlagéletkora az elektromos autóbuszok megérkezésével 11 év alá csökkent.  
2023-ban a Zöld Busz Program keretében 10 darab 100%-ban elektromos autóbusz csatlakozott a flottához, mely szintén 10 darab környezetszennyező elavult dízel szóló autóbuszt váltott ki.

### Autóbuszok
| Mennyiség (db)             | Típus                  | Rendszám                                                     | Állományba vétel | Megjegyzés                                                |
| -------------------------- | ---------------------- | ------------------------------------------------------------ | ---------------- | --------------------------------------------------------- |
| 1                          | MAN SG263              | JEL-115                                                      | 2004             |                                                           |
| 1                          | MAN SG313              | JNF-312                                                      | 2004             |                                                           |
| 4                          | Volvo 7700A            | KKT-252, 254, 255, 258                                       | 2006             |                                                           |
| 2                          | Mercedes-Benz Citaro G | NMW-660–661                                                  | 2008             |                                                           |
| 11                         | Credo BN 12            | LMK-279-280, 282-283, LNV-795-798, LNV-923, LSH-363, LSU-227 | 2009–2010        | LNV-923, LSU-227: Panoráma Tourist Kft. által üzemeltetve |
| 13                         | Credo BN 18            | LMK-133, LMK-401–406, LMK-492-494, 496-498                   | 2009             |                                                           |
| 1                          | Credo Econell 12 City  | PNH-647                                                      | 2014             | Panoráma Tourist Kft. által üzemeltetve                   |
| 1                          | Credo Econell 13 City  | PPG-731                                                      | 2017             | Panoráma Tourist Kft. által üzemeltetve                   |
| 5                          | Mercedes-Benz Conecto  | RIR-358–359, 361–363                                         | 2019             |                                                           |
| 10                         | BYD K9UD               | AA KZ-181-190                                                | 2023             |                                                           |
| 49 (28 szóló + 21 csuklós) | Összesen               | Összesen                                                     | Összesen         |                                                           |

## Autóbuszvonalak
2023. november 1-jétől új, körjáratokon és közvetlen városrészi kapcsolatokon alapuló modernebb hálózatot vezettek be a városban, felváltva ezzel a városközpontba behordó és átszálláson alapuló régi vonalhálózatot.
A visszajelzéseket követően 2024. április 1-jétől finomhangolták, több vonalon új járat indult, a 2Y-os járat újra a Vasútállomás érintésével közlekedik, a 20A járat pedig megszűnt, helyette a 20-as járat a Stop Shop-Vasútállomás irányban hurokjáratként visszaközlekedik, majd onnan nagyobb kapacitással csatlakozva 24A járatok közlekednek a Széchenyi városrészbe.
Érvényes 2024. április 1-jétől:
| 1 \| Tallinn városrész ◄► Dohányfermentáló ◄► Vegyiművek                                                    |
| 1A \| Tallinn városrész ◄► Dohányfermentáló ◄► Ipari Park (BSM)                                             |
| 1Y \| Tallinn városrész ◄► Temető ◄► Cukorgyári lakótelep                                                   |
| 2 \| Tallin városrész ◄► Adóhivatal ◄► Cukorgyári lakótelep                                                 |
| 2Y \| Tallin városrész ◄► Vasútállomás ◄► Cukorgyári lakótelep                                              |
| 3 \| Tallin városrész ◄► Autóbusz-állomás ◄► Kőrösi út                                                      |
| 35 \| Tallin városrész ◄► Üteg utca ◄► Autóbusz-állomás ◄► Kőrösi út                                        |
| 5 \| Tallin városrész ◄► Üteg utca ◄► Rákóczi út ◄► Cukorgyári ltp.                                         |
| 6 \| Vasútállomás ◄► Alamand dűlő (◄► Holt-Tiszapart)                                                       |
| 6Y \| Vasútállomás ◄► Holt-Tiszapart                                                                        |
| 7 \| Vasútállomás ► Karinthy Frigyes út ► Tóth Árpád út ► Vasútállomás ► (Kőrösi út)                        |
| 8 \| Vasútállomás ► Tóth Árpád út ► Karinthy Frigyes út ► Vasútállomás                                      |
| 10 \| Tallinn városrész ► Jubileum tér ► Volánbusz ► TIGÁZ ► Tallinn városrész                              |
| 10A \| Üteg utca ► Jubileum tér ► Volánbusz ► TIGÁZ ► Tallinn városrész                                     |
| 11 \| Üteg utca ◄► Vásárcsarnok ◄► Baross Gábor út ◄► Volánbusz (◄► Béres Gyógyszergyár)                    |
| 11Y \| Tallinn városrész ◄► Béke Tsz.                                                                       |
| 12 \| Tallinn városrész ► TIGÁZ ► Volánbusz ► Jubileum tér ► Tallinn városrész                              |
| 12A \| Tallinn városrész ► TIGÁZ ► Volánbusz ► Jubileum tér ► Üteg utca ► Tallinn városrész                 |
| 15 \| Vasútállomás ◄► Autóbusz-állomás ◄► Tiszaliget, Campus                                                |
| 15Y \| Vasútállomás ◄► Szabadság tér ◄► Tiszaliget                                                          |
| 20 \| Vasútállomás ► Autóbusz-állomás ► Széchenyi városrész ► Vasútállomás ► Stop Shop ► Vasútállomás       |
| 21 \| Tóth Árpád út ► Megyei kórház ► Vasútállomás ► Autóbusz-állomás ► Széchenyi városrész ► Vasútállomás  |
| 21A \| Vasútállomás ► Széchenyi városrész ► Autóbusz-állomás ► Vasútállomás ► Megyei kórház ► Tóth Árpád út |
| 22 \| (Béres Gyógyszergyár) ► Volánbusz ► Vasútállomás ► Széchenyi városrész ► Vasútállomás                 |
| 22A \| Vasútállomás ► Széchenyi városrész ► Autóbusz-állomás ► Volánbusz ► (Béres Gyógyszergyár)            |
| 23 \| Kőrösi út ► Vasútállomás ► Autóbusz-állomás ► Széchenyi városrész ► Vasútállomás                      |
| 23A \| Vasútállomás ► Széchenyi városrész ► Autóbusz-állomás ► Temető ► Kőrösi út                           |
| 23E \| Vasútállomás ► Széchenyi városrész ► Mártírok útja ► Kőrösi út                                       |
| 24 \| Vasútállomás ► Autóbusz-állomás ► Széchenyi városrész ► Vasútállomás                                  |
| 24A \| Vasútállomás ► Széchenyi városrész ► Autóbusz-állomás ► Vasútállomás                                 |
| 25 \| Ipari Park ► Megyei kórház ► Jubileum tér ► Autóbusz-állomás ► Széchenyi városrész ► Vasútállomás     |
| 25A \| Vasútállomás ► Széchenyi városrész ► Autóbusz-állomás ► Jubileum tér ► Megyei kórház ► Ipari Park    |
| 31 \| Tallinn városrész ◄► Széchenyi városrész ◄► Volánbusz                                                 |
| 32 \| Szolnok ispán körút ◄► Eagle Ottawa II.                                                               |
| 33 \| Kassai út ◄► Cukorgyári lakótelep                                                                     |
| 34 \| Hild Viktor utca ◄► Ipari Park (BSM) ◄► Vegyiművek                                                    |
| 34A \| Vasútállomás ◄► Ipari Park ◄► Alcsi Mg. Zrt. ◄► Vegyiművek                                           |
| 34B \| Hild Viktor utca ◄► Repülőtér / Tóth Árpád út                                                        |
| 34E \| Hild Viktor utca ◄► Vegyiművek                                                                       |
| 36 \| Tallinn városrész ► Széchenyi városrész ► Vasútállomás ► Autóbusz-állomás ► Tiszaliget                |
| 37 \| Tallinn városrész ► Repülőtér ► Tallinn városrész                                                     |
| 41 \| Repülőtér ► Tóth Árpád út ► Hild Viktor utca                                                          |
| 44 \| Autóbusz-állomás ◄► Véső úti strand                                                                   |

## Külső hivatkozások
- Jászkun Volán Zrt.
- Szolnok helyi és helyközi közlekedése-Index fórum
- Bővült a Jászkun Volán utastájékoztató és forgalomirányító rendszere